# Ицамнах-Балам II
Ицамнах-Балам II (буквальный перевод: «Ицамна-Ягуар») — правитель Пачанского царства со столицей в Яшчилане.

## Биография
Ицамнах-Балам II является преемником неизвестного царя. Эксперты датирует его воцарение 599 годом.
9.8.5.13.8, 6 Lamat 1 Sip (23 апреля 599 года) Ицамнах-Балам II принимает участие в разорении Паленке (столицы Баакульского царства) войсками коалиции, во главе которой стояло Канульское царство.
В 610 году Ицамнах-Балам II принимает к себе изгнанного царя Шукальнаха Ах-Ольналя, сына Яхав-Чан-Мувана I.
9.8.17.15.0, 3 Ajaw 13 Pop (24 марта 611 года) Ах-Ольналь при поддержке Ицамнах-Балама II захватывает Ах-Чан-Тока и возвращает себе трон. До этого Ах-Чан-Ток узурпировал власть в Шукальнахе и изгнал Ах-Ольналя.
Преемником Ицамнах-Балама II стал Яшун-Балам III.